# Arakida Yuko
Arakida Yuko (荒木田 裕子 Arakida Yūko) (sinh ngày 14 tháng 2 năm 1954) là một vận động viên bóng chuyền Nhật Bản và nhà vô địch Olympic. Cô hiện là Chủ tịch Ủy ban Vận động viên của Hội đồng Olympic Châu Á (OCA).
Cô là thành viên của đội Nhật Bản giành chiến thắng tại Thế vận hội năm 1976. Vào tháng 2 năm 2012, Arakida Yuko được bổ nhiệm làm Giám đốc thể thao của Tokyo đăng cai tổ chức Thế vận hội Mùa hè 2020.